# 吳明機
吳明機是臺灣政治人物，曾任職經濟部工業局局長、經濟部中小企業處處長、行政院經濟建設委員會副主任委員、新北市副市長、新北捷運公司董事長。